# Cast Away: Poza światem
Cast Away: Poza światem (ang. Cast Away) – amerykański film z 2000 w reżyserii Roberta Zemeckisa.
Zdjęcia do filmu rozpoczęły się w styczniu 1999, ale produkcja wstrzymała się na rok.

## Emisja w Polsce
Film został wyemitowany kilkukrotnie m.in. w TVN, TVN Siedem oraz na Polsacie, a także na Canal+, gdzie został on wyemitowany po raz pierwszy.

## Obsada
- Tom Hanks – Chuck Noland
- Helen Hunt – Kelly
- Nick Searcy – Stan
- Timothy Stack – Morgan Madden
- Elden Henson – Elden Madden
- Christopher Kriesa – Kevin, pilot samolotu
- Valerie Wildman – Virgin Warrason
- Yelena Popovic – Rosjanka
- Derick Alexander – Taksówkarz
- Alyssa Gainer – Katie Larson
- Valentina Ananyina – Rosyjska Babuszka
- John Duerler – John Larson
- Chris Noth – Jerry Lovett
- Lauren Birkell – Lauren Madden

## Fabuła
Chuck Noland (Tom Hanks) jest logistykiem pracującym dla FedEx, którego osobiste i zawodowe życie jest całkowicie podporządkowane regułom czasu. Zawód zmusza go do ciągłych wyjazdów w najdalsze zakątki świata i rozstań z narzeczoną Kelly (Helen Hunt). Pędzące w zawrotnym tempie życie Chucka zmienia się gwałtownie kiedy samolot, którym leciał, rozbija się, a on ląduje na odległej, bezludnej wyspie. Pozbawiony podstawowych środków do życia musi walczyć o przetrwanie i stawić czoła emocjonalnym wyzwaniom izolacji.

## Nagrody i nominacje

### Oscary za rok 2000
- Najlepszy aktor – Tom Hanks (nominacja)
- Najlepszy dźwięk – Randy Thom, Tom Johnson, Dennis S. Sands, William B. Kaplan (nominacja)

### Złote Globy 2000
- Najlepszy aktor dramatyczny – Tom Hanks

### Nagrody BAFTA 2000
- Najlepszy aktor – Tom Hanks (nominacja)